# Ingo Preminger
Ingo Preminger, avstrijsko-ameriški odvetnik, poslovnež in producent, * 25. februar 1911, Czernowitz, Avstro-Ogrska (sedaj Črnovice, Ukrajina), † 6. junij 2006, Santa Monica, Kalifornija.
Preminger je znan predvsem kot producent protivojnega filma M*A*S*H iz leta 1970, ki je bil nominiran za oskarja za najboljši film. Delal je tudi kot literarni agent za več pisateljev in scenaristov, med njimi Daltona Trumba in Ringa Lardnerja ml., ki sta bila na holywoodskem črnem seznamu zaradi obtožb o simpatiziranju s komunizmom v času McCarthyizma.
Njegov brat je bil režiser Otto Preminger.